# Alexis Hinestroza
Alexis Hinestroza (Cali, 28 de agosto de 1988) es un futbolista colombiano. Juega como centrocampista y actualmente milita en el Nacional Potosí de la Primera División de Bolivia.

## Trayectoria

### Inicios
Se inició en el Deportivo Cali club con el cual debuta en 2006 a sus 18 años las directivas del club azucarero para darle más rodaje deciden cederlo en la Corporación Deportiva Córdoba Fútbol Club de la ciudad de Montería en la Segunda División de Colombia allí tiene pocos partidos y tiene que devolverse al Deportivo Cali porque el Cor boda F.C cede su ficha al Atlético de la Sabana.

### Cortuluá
En su regreso no ve muchas oportunidades y es cedido nuevamente esta vez al Cortulua donde ya despega su carrera como futbolista allí disputa 47 partidos en la B consagrándose campeón.

### Monagas
Debido a su gran nivel llama la atención de diversos clubes él se decide por el Monagas de Venezuela tras una buena tempora donde incluso anota 3 goles.

### Caracas
El Deportivo Cali lo hace regresar de la cesión pero nuevamente pocos son las oportunidades con el cuadro azucarero, regreso al fútbol venezolano al Caracas Futbol Club donde se consagra campeón de la Copa Venezuela 2013.

### Unión Magdalena
Para enero del 2014 se confirma como nuevo jugador del Unión Magdalena donde disputa 80 partidos entre torneo y copa hasta finales del 2015.

### Jaguares de Córdoba
En el 2016 Jaguares de Córdoba le hizo una mejor oferta y regresa a la Primera División de Colombia.

### Millonarios
El 29 de junio del 2016 es confirmado como nuevo jugador de Millonarios Fútbol Club. Debutaría el 5 de septiembre en el empate un gol como visitantes frente a Deportivo Pasto.

### Jaguares de Córdoba
En el 2017 vuelve a Jaguares de Córdoba tras no renovar su vínculo con Millonarios Fútbol Club.

## Clubes
| Club                | País      | Año           |
| ------------------- | --------- | ------------- |
| Deportivo Cali      | Colombia  | 2006          |
| Cordobá F. C.       | Colombia  | 2007          |
| Deportivo Cali      | Colombia  | 2008          |
| Cortuluá            | Colombia  | 2009 - 2010   |
| Monagas             | Venezuela | 2010 - 2011   |
| Deportivo Cali      | Colombia  | 2012          |
| Caracas             | Venezuela | 2012 - 2013   |
| Unión Magdalena     | Colombia  | 2014 - 2015   |
| Jaguares de Córdoba | Colombia  | 2016          |
| Millonarios         | Colombia  | 2016 - 2017   |
| Jaguares de Córdoba | Colombia  | 2017-2018     |
| Águilas Doradas     | Colombia  | 2019          |
| Cúcuta Deportivo    | Colombia  | 2019          |
| Nacional Potosí     | Bolivia   | 2020-presente |

## Estadísticas
| Club                           | Temporada           | Liga  | Liga  | Copa Nacional | Copa Nacional | Copa Internacional | Copa Internacional | Total | Total |
| Club                           | Temporada           | Part. | Goles | Part.         | Goles         | Part.              | Goles              | Part. | Goles |
| ------------------------------ | ------------------- | ----- | ----- | ------------- | ------------- | ------------------ | ------------------ | ----- | ----- |
| Deportivo Cali · Colombia      | 2006                | 1     | 0     | 0             | 0             | -                  | -                  | 1     | 0     |
| Deportivo Cali · Colombia      | Total               | 1     | 0     | 0             | 0             | 0                  | 0                  | 1     | 0     |
| Córdoba F. C. · Colombia       | 2007                | 4     | 0     | 0             | 0             | -                  | -                  | 4     | 0     |
| Córdoba F. C. · Colombia       | Total               | 4     | 0     | 0             | 0             | 0                  | 0                  | 4     | 0     |
| Deportivo Cali · Colombia      | 2008                | 2     | 0     | 0             | 0             | -                  | -                  | 2     | 0     |
| Deportivo Cali · Colombia      | Total               | 2     | 0     | 0             | 0             | 0                  | 0                  | 2     | 0     |
| Cortuluá · Colombia            | 2009                | 18    | 2     | 0             | 0             | -                  | -                  | 18    | 2     |
| Cortuluá · Colombia            | 2010                | 29    | 0     | 0             | 0             | -                  | -                  | 29    | 0     |
| Cortuluá · Colombia            | Total               | 47    | 2     | 0             | 0             | 0                  | 0                  | 47    | 2     |
| Monagas · Venezuela            | 2010/11             | 15    | 1     | 0             | 0             | -                  | -                  | 15    | 1     |
| Monagas · Venezuela            | 2011/12             | 17    | 2     | 0             | 0             | -                  | -                  | 17    | 2     |
| Monagas · Venezuela            | Total               | 32    | 3     | 0             | 0             | 0                  | 0                  | 32    | 3     |
| Deportivo Cali · Colombia      | 2012                | 7     | 0     | 6             | 0             | -                  | -                  | 13    | 0     |
| Deportivo Cali · Colombia      | Total               | 7     | 0     | 6             | 0             | 0                  | 0                  | 13    | 0     |
| Caracas · Venezuela            | 2012/13             | 17    | 0     | 0             | 0             | 2                  | 0                  | 19    | 0     |
| Caracas · Venezuela            | Total               | 17    | 0     | 0             | 0             | 2                  | 0                  | 19    | 0     |
| Unión Magdalena · Colombia     | 2014                | 40    | 0     | 3             | 0             | -                  | -                  | 43    | 0     |
| Unión Magdalena · Colombia     | 2015                | 36    | 0     | 1             | 0             | -                  | -                  | 37    | 0     |
| Unión Magdalena · Colombia     | Total               | 76    | 0     | 4             | 0             | 0                  | 0                  | 80    | 0     |
| Jaguares de Córdoba · Colombia | 2016                | 15    | 0     | 1             | 0             | -                  | -                  | 16    | 0     |
| Jaguares de Córdoba · Colombia | Total               | 15    | 0     | 1             | 0             | 0                  | 0                  | 16    | 0     |
| Millonarios · Colombia         | 2016                | 5     | 0     | 0             | 0             | -                  | -                  | 5     | 0     |
| Millonarios · Colombia         | 2017                | 4     | 0     | 0             | 0             | 1                  | 0                  | 5     | 0     |
| Millonarios · Colombia         | Total               | 9     | 0     | 0             | 0             | 1                  | 0                  | 10    | 0     |
| Jaguares de Córdoba · Colombia | 2017                | 19    | 0     | 0             | 0             | -                  | -                  | 19    | 0     |
| Jaguares de Córdoba · Colombia | 2018                | 24    | 0     | 2             | 0             | 2                  | 0                  | 28    | 0     |
| Jaguares de Córdoba · Colombia | Total               | 43    | 0     | 2             | 0             | 2                  | 0                  | 47    | 0     |
| Águilas Doradas · Colombia     | 2019                | 6     | 0     | 0             | 0             | 0                  | 0                  | 6     | 0     |
| Águilas Doradas · Colombia     | Total               | 6     | 0     | 0             | 0             | 0                  | 0                  | 6     | 0     |
| Cúcuta Deportivo · Colombia    | 2019                | 13    | 0     | 0             | 0             | 0                  | 0                  | 13    | 0     |
| Cúcuta Deportivo · Colombia    | Total               | 13    | 0     | 0             | 0             | 0                  | 0                  | 13    | 0     |
| Nacional Potosí · Bolivia      | 2020                | 4     | 0     | 0             | 0             | 2                  | 0                  | 6     | 0     |
| Nacional Potosí · Bolivia      | Total               | 4     | 0     | 0             | 0             | 2                  | 0                  | 6     | 0     |
| Total en su carrera            | Total en su carrera | 277   | 5     | 13            | 0             | 7                  | 0                  | 297   | 5     |

- Actualizado el 20 de febrero de 2020

## Palmarés

### Campeonatos nacionales
| Título              | Club     | País      | Año  |
| ------------------- | -------- | --------- | ---- |
| Categoría Primera B | Cortuluá | Colombia  | 2009 |
| Copa Venezuela      | Caracas  | Venezuela | 2013 |